# إيوان بوبا
إيوان بوبا هو سياسي روماني، ولد في 1889.